# 孙俊
孙俊（1975年6月16日—），江苏南京人，中国退役男子羽毛球运动员，中国共产党党员，現任中国羽毛球协会副主席及江苏省羽毛球队总教练兼男队主教练。曾經获得1997年羽毛球世界盃、1997年世界羽毛球大奖赛总决赛男子单打冠军、1998年全英羽毛球公开锦标赛、1998年世界羽毛球大奖赛总决赛男单冠军和1999年世界羽毛球錦標賽男单冠军。

## 簡歷
1997年，孙俊在世界羽毛球錦標賽男單決賽中，苦战126分鐘後以1比2（17-16、13-18、10-15）遭到丹麥的彼得·拉斯姆森逆轉，屈居亞軍。这场冠军战成為世界羽坛有史以来耗时最长的比赛，並於2005年被世界羽联选为「25年来最经典的12场国际羽球比赛」之一。
2002年5月8日，孫俊與同為羽毛球世界冠軍的國家隊隊友葛菲在南京結婚。2003年，二人更誕下一子，取名孙文峻。
在2019年1月28日，中国羽毛球协会举行的第六届全国代表大会上，孙俊当选中国羽协副主席。